# Municipio de Washington (condado de Winneshiek)
El municipio de Washington (en inglés: Washington Township) es un municipio ubicado en el condado de Winneshiek en el estado estadounidense de Iowa. En el año 2010 tenía una población de 954 habitantes y una densidad poblacional de 10,3 personas por km².

## Geografía
El municipio de Washington se encuentra ubicado en las coordenadas 43°7′32″N 91°54′14″O / 43.12556, -91.90389. Según la Oficina del Censo de los Estados Unidos, el municipio tiene una superficie total de 92.65 km², de la cual 92,65 km² corresponden a tierra firme y (0 %) 0 km² es agua.

## Demografía
Según el censo de 2010, había 954 personas residiendo en el municipio de Washington. La densidad de población era de 10,3 hab./km². De los 954 habitantes, el municipio de Washington estaba compuesto por el 98,64 % blancos, el 1,15 % eran de otras razas y el 0,21 % eran de una mezcla de razas. Del total de la población el 1,68 % eran hispanos o latinos de cualquier raza.